# 興南駅 (咸鏡南道)
興南駅（フンナムえき）は朝鮮民主主義人民共和国咸鏡南道咸興市興南区域に位置する朝鮮民主主義人民共和国鉄道省平羅線およびビナロン線の駅である。

## 歴史
- 1927年6月1日：開業[1]。